# Saison 2002-2003 du Racing Club de Lens
Maillots
Chronologie
Saison précédente Saison suivante
Cet article traite de la saison 2002-2003 du Racing Club de Lens.

## Résultats

### Championnat
| - Bastia : 1-1 : Lens - Lens : 1-1 : Sochaux - Sedan : 0-1 : Lens - Nantes : 2-2 : Lens - Lens : 1-0 : Monaco - Lyon : 1-0 : Lens - Lens : 1-0 : Rennes - Bordeaux : 1-0 : Lens - Lens : 0-0 : Lille - Montpellier : 0-2 : Lens | - Lens : 1-1 : Ajaccio - Nice : 0-0 : Lens - Lens : 3-1 : Auxerre - Strasbourg : 2-0 : Lens - Lens : 3-2 : Paris - Marseille : 1-0 : Lens - Lens : 1-3 : Guingamp - Troyes : 0-0 : Lens - Lens : 1-0 : Le Havre - Sochaux : 3-0 : Lens | - Lens : 4-0 : Sedan - Lens : 0-1 : Nantes - Monaco : 1-1 : Lens - Lens : 2-2 : Lyon - Rennes : 1-1 : Lens - Lens : 3-3 : Bordeaux - Lille : 0-2 : Lens - Lens : 4-0 : Montpellier - Ajaccio : 0-0 : Lens | - Lens : 0-0 : Nice - Auxerre : 0-0 : Lens - Lens : 1-1 : Strasbourg - Paris : 0-1 : Lens - Lens : 0-1 : Marseille - Guingamp : 1-0 : Lens - Lens : 1-0 : Troyes - Le Havre : 1-3 : Lens - Lens : 2-0 : Bastia |

Bilan :
- 8e, 14 V, 15 N, 9 D, 43 BP, 31 BC, +12.
- 7e attaque, 2e défense, 6e meilleure différence.
- Meilleur buteur : Antoine Sibierski, 12 buts (8e)

### Ligue des Champions
- 1re phase :
  - Milan AC : 2-1 : Lens
  - Lens : 1-1 : Bayern Munich
  - La Corogne : 3-1 : Lens
  - Lens : 3-1 : La Corogne
  - Lens : 2-1 : Milan AC
  - Bayern Munich : 3-3 : Lens

### Coupe UEFA
- 16e : 
  - Porto : 3-0 : Lens
  - Lens : 1-0 : Porto

### Coupe de France
- 32e : Forbach : 2-3 : Lens[1]
- 16e : Toulouse : 1-0 : Lens[2],[1]

### Coupe de la Ligue
- 16e : Beauvais : 3-3 (t.a.b : 3-1) : Lens